# 笑顔の行方
「笑顔の行方」（えがおのゆくえ）は、1990年2月10日にリリースされたDREAMS COME TRUEの5thシングル。

## 概要
中村正人作曲の曲がシングル曲となるのは今回が初で、ドリカムがテレビドラマのタイアップを手がけるのもこれが初めてとなる。
- 本作でシングルでは初のオリコンチャートTOP10入りとなった。
- 「笑顔の行方」で『NHK紅白歌合戦』に初出場した。

## 収録曲
1. 笑顔の行方[3:57]
(作詞：吉田美和 / 作曲・編曲：中村正人)
TBS系ドラマ『卒業』主題歌。
3rdアルバム『WONDER 3』などに「笑顔の行方 (ORIGINAL VERSION)」として収録。シングルバージョンは他に『BEST OF DREAMS COME TRUE』と『DREAMS COME TRUE THE BEST! 私のドリカム』のみに収録。ミュージックビデオは「DO YOU REMEMBER 20 YEARS WITH DREAMS COME TRUE?」に収録。
2. 未来予想図II[6:32]
(作詞・作曲：吉田美和 / 編曲：中村正人)
SONY「ハンディカム」CFソング。2ndアルバム『LOVE GOES ON…』からのリカットで、アルバムバージョン（7分20秒）よりも早くフェードアウトする。

## 収録アルバム
笑顔の行方
- WONDER 3 (1990年11月1日、ORIGINAL VERSION)
- BEST OF DREAMS COME TRUE(1997年10月1日、非公式アルバム)
- DREAMS COME TRUE GREATEST HITS "THE SOUL" (2000年2月14日、ORIGINAL VERSION)
- DREAMS COME TRUE THE BEST! 私のドリカム(2015年7月7日)

未来予想図II
- LOVE GOES ON…(1989年11月22日)
- DREAMS COME TRUE GREATEST HITS "THE SOUL"
- DREAMAGE -DREAMS COME TRUE“LOVE BALLAD COLLECTION”-(2003年12月17日)
- DO YOU DREAMS COME TRUE? GREATEST HITS “THE SOUL 2”(2009年3月21日、～VERSION ’07～)
- 史上最強の移動遊園地 DREAMS COME TRUE WONDERLAND 2011(2012年3月21日、初回限定版特典CD)
- DREAMS COME TRUE THE BEST! 私のドリカム(～VERSION ’07～)

## カバー
| アーティスト          | 発売日         | 備考                                                                                        |
| 笑顔の行方            | 笑顔の行方     | 笑顔の行方                                                                                  |
| --------------------- | -------------- | ------------------------------------------------------------------------------------------- |
| 稲垣潤一              | 2010年9月29日  | カバーアルバム『男と女3』収録 (水樹奈々とのデュエット)                                      |
| 水樹奈々              | 2014年3月26日  | トリビュートアルバム『私とドリカム -DREAMS COME TRUE 25th ANNIVERSARY BEST COVERS-』収録    |
| 未来予想図II          |                |                                                                                             |
| SOTTE BOSSE           | 2006年2月2日   | アルバム『Essence Of Life』収録                                                             |
| 徳永英明              | 2006年8月30日  | カバーアルバム『VOCALIST 2』収録                                                            |
| 大橋純子              | 2007年7月19日  | カバーアルバム『Terra』収録                                                                 |
| 河村隆一              | 2007年12月5日  | カバーアルバム『evergreen anniversary edition』収録                                         |
| つるの剛士            | 2009年9月16日  | カバーアルバム『つるのおと』収録                                                            |
| スコット・マーフィー  | 2009年10月28日 | カバーアルバム『Guilty Pleasures LOVE』収録                                                 |
| ZYX-α                 | 2009年7月15日  | ハロー!プロジェクトのカバーアルバム『チャンプル①〜ハッピーマリッジソングカバー集〜』収録    |
| 菊地真 (声：平田宏美) | 2012年10月17日 | アルバム『THE IDOLM@STER ANIM@TION MASTER 生っすかSPECIAL 04』収録                          |
| LUVandSOUL            | 2012年11月21日 | カバーアルバム『Harmony』収録                                                               |
| Acid Black Cherry     | 2013年3月6日   | カバーアルバム『Recreation 3』収録                                                          |
| いきものがかり        | 2014年3月26日  | トリビュートアルバム『私とドリカム -DREAMS COME TRUE 25th ANNIVERSARY BEST COVERS-』収録    |
| 當山みれい            | 2014年6月25日  | シングル「Fallin' Out/I Wanna NO feat.SHUN」初回生産限定盤収録                              |
| 三浦大知              | 2015年4月1日   | トリビュートアルバム『私とドリカム2 -ドリカムワンダーランド2015 開催記念 BEST COVERS-』収録 |
| クリス・ハート        | 2015年6月3日   | カバーアルバム『Heart SongⅢ』収録                                                           |
| MACO                  | 2016年9月21日  | アルバム『Love letter』iTunes Store盤収録                                                   |